# John Moeti
John Moeti (Soweto, 30 de agosto de 1967 – 6 de fevereiro de 2023) foi um futebolista profissional sul-africano que atuou como meia.

## Carreira
John Moeti jogou no Orlando Pirates, com o qual conquistou a Liga dos Campeões da CAF de 1995.
Integrou a Seleção Sul-Africana que venceu o Campeonato Africano das Nações de 1996.

## Morte
Moeti morreu em 6 de fevereiro de 2023, aos 55 anos.

## Títulos
África do Sul
- Campeonato Africano das Nações: 1996